# Meistriliiga (2006)
Meistriliiga 2006 była 16. edycją najwyższej klasy rozgrywkowej piłki nożnej w Estonii.
Brało w niej udział 10 drużyn, które w okresie od 12 marca do 5 listopada 2006 rozegrały 36 kolejek meczów. Obrońcą tytułu był TVMK Tallinn. 
Mistrzostwo po raz czwarty w historii zdobyła drużyna Levadia Tallinn.

## Uczestniczące drużyny
| Uczestnicy poprzedniej edycji | Uczestnicy poprzedniej edycji | Uczestnicy poprzedniej edycji | Uczestnicy poprzedniej edycji |
| --- | ----------------------------- | ----------------------------- | ----------------------------- |
| TVM | Tallinna FC TVMK              | Tallinn                       | 1                             |
| LEV | Levadia Tallinn               | Tallinn                       | 2                             |
| NVA | JK Narva Trans                | Narwa                         | 3                             |
| FLO | Flora Tallinn                 | Tallinn                       | 4                             |
| VTU | Viljandi Tulevik              | Viljandi                      | 5                             |
| MAA | Tartu JK Merkuur              | Tartu                         | 6                             |
| TMT | Tartu JK Tammeka              | Tartu                         | 7                             |
| VAL | FC Valga                      | Valga                         | 8                             |
| |                               |                               |                               |
| WAR | Valga FC Warrior              | Valga                         | [ a ]                         |
| Awans z Esiliigi |                               |                               |                               |
| VPR | Pärnu JK Vaprus               | Parnawa                       | 1                             |
| po barażach |                               |                               |                               |
| AJX | Lasnamäe FC Ajax              | Tallinn                       | 3                             |
| Oznaczenia: - kolumna pierwsza – skróty nazw drużyn, - kolumna trzecia – siedziba klubu, - kolumna czwarta – miejsce zajęte w poprzednim sezonie. |                               |                               |                               |

## Tabela
| Lp. | Drużyna                    | M  | Z  | R | P  | B+  | B–  | +/– | Pkt | Kwalifikacja lub spadek                     |
| --- | -------------------------- | -- | -- | - | -- | --- | --- | --- | --- | ------------------------------------------- |
| 1   | Levadia Tallinn (M, P)     | 36 | 30 | 4 | 2  | 114 | 29  | +85 | 94  | Liga Mistrzów UEFA • I runda kwalifikacyjna |
| 2   | Narva Trans                | 36 | 25 | 8 | 3  | 106 | 36  | +70 | 83  | Puchar Europy UEFA • I runda kwalifikacyjna |
| 3   | Flora Tallinn              | 36 | 26 | 4 | 6  | 93  | 34  | +59 | 82  | Puchar Europy UEFA • I runda kwalifikacyjna |
| 4   | TVMK Tallinn               | 36 | 22 | 6 | 8  | 83  | 37  | +46 | 72  | Puchar Intertoto UEFA (2007)                |
| 5   | Maag Tartu                 | 36 | 13 | 9 | 14 | 65  | 68  | −3  | 48  | fuzja                                       |
| 6   | Tartu Tammeka              | 36 | 12 | 7 | 17 | 45  | 57  | −12 | 43  | fuzja                                       |
| 7   | Pärnu Vaprus               | 36 | 10 | 4 | 22 | 49  | 86  | −37 | 34  |                                             |
| 8   | Lasnamäe Ajax              | 36 | 6  | 7 | 23 | 35  | 104 | −69 | 25  |                                             |
| 9   | Viljandi Tulevik (B, S, U) | 36 | 5  | 5 | 26 | 29  | 74  | −45 | 20  | baraż o Meistriliiga                        |
| 10  | Valga Warrior (S)          | 36 | 3  | 2 | 31 | 16  | 110 | −94 | 11  | spadek do Esiliiga                          |

1. ↑  Tartu JK Merkuur ze względu na sponsora zmienił nazwę na Tartu JK Maag[1].
2. ↑  JK Maag Tartu i Tartu JK Tammeka połączyły się tworząć Tartu Maag Tammeka[1].

## Wyniki
| Gospodarz \ Gość | FLO | AJX | LEV | MAA | NAR | TAM | TUL | TVM | VAP | WAR | FLO | AJX  | LEV | MAA | NAR | TAM | TUL | TVM | VAP | WAR |
| ---------------- | --- | --- | --- | --- | --- | --- | --- | --- | --- | --- | --- | ---- | --- | --- | --- | --- | --- | --- | --- | --- |
| Flora Tallinn    |     | 6–0 | 0–1 | 1–1 | 2–1 | 3–0 | 3–0 | 1–4 | 4–0 | 2–0 |     | 6–0  | 1–0 | 2–0 | 3–2 | 5–2 | 2–0 | 1–1 | 2–0 | 6–0 |
| Lasnamäe Ajax    | 1–4 |     | 0–3 | 3–3 | 0–3 | 1–2 | 1–0 | 1–2 | 3–1 | 2–0 | 0–2 |      | 0–8 | 3–2 | 0–5 | 2–0 | 1–1 | 2–2 | 1–2 | 1–2 |
| Levadia Tallinn  | 4–1 | 8–0 |     | 1–1 | 1–1 | 4–1 | 2–0 | 2–1 | 4–1 | 5–0 | 2–2 | 11–3 |     | 2–0 | 1–1 | 2–0 | 3–0 | 3–1 | 3–1 | 7–1 |
| Maag Tartu       | 1–2 | 3–1 | 1–2 |     | 2–2 | 0–2 | 0–0 | 2–0 | 0–3 | 6–0 | 2–3 | 2–2  | 4–2 |     | 2–6 | 1–1 | 4–3 | 1–1 | 4–2 | 4–1 |
| Narva Trans      | 2–2 | 2–0 | 1–1 | 2–2 |     | 3–2 | 6–1 | 1–0 | 6–3 | 4–0 | 2–1 | 2–0  | 2–3 | 6–1 |     | 2–0 | 3–0 | 3–2 | 5–1 | 4–0 |
| Tartu Tammeka    | 0–1 | 4–1 | 0–5 | 1–2 | 0–3 |     | 0–0 | 0–2 | 2–0 | 3–0 | 1–3 | 2–1  | 0–3 | 0–0 | 2–4 |     | 1–0 | 1–2 | 1–1 | 5–0 |
| Viljandi Tulevik | 0–3 | 5–2 | 1–3 | 0–3 | 0–3 | 0–2 |     | 1–2 | 1–1 | 3–0 | 0–2 | 0–0  | 0–2 | 0–2 | 1–2 | 1–2 |     | 1–4 | 1–2 | 1–0 |
| TVMK Tallinn     | 1–0 | 8–1 | 0–2 | 5–0 | 1–1 | 1–1 | 2–1 |     | 7–1 | 4–1 | 3–2 | 1–0  | 2–3 | 3–0 | 1–1 | 2–1 | 3–1 |     | 3–1 | 1–0 |
| VAP              | 2–4 | 1–0 | 1–2 | 2–3 | 1–4 | 0–2 | 3–0 | 1–0 |     | 2–0 | 1–4 | 0–0  | 1–3 | 1–4 | 0–3 | 1–1 | 1–2 | 0–3 |     | 5–2 |
| Valga Warrior    | 0–2 | 1–3 | 0–4 | 0–2 | 0–5 | 1–1 | 3–0 | 0–5 | 1–3 |     | 0–5 | 0–0  | 0–1 | 1–0 | 0–3 | 0–2 | 1–4 | 0–3 | 1–2 |     |

## Baraż o Meistriliiga
Estoński Związek Piłki Nożnej unieważnił wyniki meczów barażowych między Kalev Tallinn i Viljandi Tulevik. W obu meczach Tulevik wystawił nieuprawnionego zawodnika. Kalev odniósł zwycięstwa +/- i awansował do Meistriliiga na sezon 2007. Tulevik utrzymał się w Meistriliiga dzięki fuzji Maag Tartu i Tartu Tammeka.
| 8 listopada 2006 | Kalev Tallinn | 0:0   | Viljandi Tulevik |                                                                |
| 18:30            |               | (0:0) |                  | Stadion Centralny Kalevi, Tallinn Widzów: 50 Sędzia: Eiko Saar |

| 12 listopada 2006 | Viljandi Tulevik   | 1:1   | Kalev Tallinn       |                                                           |
| 12:00             | Joonas Laasberg 5' | (1:1) | 32' Dmitri Kirillov | Sportland Arena, Tallinn Widzów: 90 Sędzia: Margus Kotter |

## Najlepsi strzelcy
| Bramki | Strzelcy             | Drużyna         |
| ------ | -------------------- | --------------- |
| 31     | Maksim Gruznov       | Narva Trans     |
| 27     | Dmitri Lipartov      | Narva Trans     |
| 25     | Vjatšeslav Zahovaiko | Flora Tallinn   |
| 21     | Indrek Zelinski      | Levadia Tallinn |
| 19     | Aleksandr Dubõkin    | Narva Trans     |
| 18     | Vitali Gussev        | Maag Tartu      |
| 18     | Vladislav Gussev     | TVMK Tallinn    |
| 18     | Konstantin Vassiljev | Levadia Tallinn |
| 17     | Nikita Andriejew     | Levadia Tallinn |
| 17     | Viktors Dobrecovs    | TVMK Tallinn    |

Źródło:

## Stadiony
| Ajax Lasnamäe  |
| -------------- |
| Ajaxi staadion |
|                |

| Flora Tallinn   |
| --------------- |
| A. Le Coq Arena |
|                 |

| Narva Trans               |
| ------------------------- |
| Narva Kreenholmi staadion |
|                           |

| Levadia Tallinn TVMK Tallinn |
| ---------------------------- |
| Stadion Kadriorg             |
|                              |

| Pärnu Vaprus        |
| ------------------- |
| Pärnu Rannastaadion |
|                     |

| Maag Tartu Tartu Tammeka |
| ------------------------ |
| Tamme staadion           |
|                          |

| Valga Warrior     |
| ----------------- |
| Stadion Centralny |
|                   |

| Viljandi Tulevik       |
| ---------------------- |
| Viljandi linnastaadion |
|                        |

Źródło: